# District de Pisac
Au Pérou, le district de Pisac est l’un des huit districts de la province de Calca. Ce district a été créé le 21 juin 1825 par décret de Simón Bolívar. Son chef-lieu est la ville de Pisac située à 2 974 m d’altitude.
Les habitants du district sont principalement des citoyens autochtones d’origine quechua. Le quechua est la langue que la majorité de la population (72,23%) a appris à parler dans l’enfance, 27,15% des résidents ont commencé à parler en utilisant la langue espagnole (recensement du Pérou de 2007).
Le district est traversé par les routes CU-112, PE-28B et PE-28G.